# حارة المستشفى العسكري (صنعاء)

تعديل مصدري - تعديل

حارة المستشفى العسكري هي إحدى حارات حي شعوب بمديرية شعوب إحد مديريات العاصمة اليمنية صنعاء، بلغ تعداد سكانها 815 نسمة حسب تعداد اليمن لعام 2004.